# رقاصه
رقاصه (به عربی: الرقاصة) یک شهرداری در الجزایر است که در استان البیض واقع شده‌است.